# 물상추족
물상추족(---族, 학명: Pistieae 피스티에아이[*])은 천남성아과의 족이다.

## 하위 분류
- 물상추속(Pistia L.)
- Englerarum Nauheimer & P.C.Boyce